# Ulica Krakowska w Żywcu
Ulica Krakowska – ulica w Żywcu, będąca częścią drogi wojewódzkiej nr 946 oraz 948. Biegnie od skrzyżowania z ulicą Sienkiewicza wzdłuż brzegu Jeziora Żywieckiego do granicy miasta z wsią Tresna.
Na odcinku od ul. Sienkiewicza do ul. Suskiej jest częścią drogi wojewódzkiej 946 łączącej Żywiec z Suchą Beskidzką, a od ul. Suskiej do granicy miasta – drogi wojewódzkiej nr 948 do Oświęcimia. 
Ulica Krakowska biegnie przez dzielnice takie jak Śródmieście, Moszczanica, Rędzina i Oczków, stanowiąc ich główne arterie komunikacyjne, umożliwiając połączenie z centrum miasta oraz Suchą Beskidzką, Krakowem, Oświęcimiem czy Bielskiem-Białą.
Przy ulicy położone są obiekty takie jak: stadion klubu sportowego Błękitni Żywiec (Moszczanica), Kaplica Matki Boskiej Różańcowej, komisariat policji (Rędzina), Kościół św. Maksymiliana Kolbego z cmentarzem (Oczków).
Ulicą kursują autobusy komunikacji miejskiej linii 4, 16 oraz 17, zatrzymujące na sześciu przystankach rozmieszczonych na jej długości.